# 수학적 우주 가설
수학적 우주 가설 (mathematical universe hypothesis, MUH)은 맥스 테그마크( Max Tegmark)에 의해서 제창된, 물리학 및 우주론에서의 사변적인 만물의 이론 (TOE)이다. 궁극 집합 (Ultimate Ensemble)으로도 불린다.

## 기술
테그마크의 유일한 가정은 수학적으로 존재하는 모든 구조는 물리적으로도 존재한다라는 것이다. 즉, '자기 인식하는 하부 구조 (인간과 같은 지적 생명체)를 포함할 만큼 복잡한 이러한 [우주]에 대해서는, [그들]은 자신을 물리적으로 '현실의' 세계에 존재하는 것으로서 주관적으로 지각하는' 일을 의미한다. 그 가설은 다른 초기 조건, 물리 상수, 또는 완전히 다른 방정식에 대응하는 세계도 또한 현실이라고 보아야 하는 것을 시사한다.
테그마크는, 그 가설은 자유 파라미터를 가지지 않고, 관측론적으로도 배제되어 있지 않다고 주장한다. 그리고, 오컴의 면도날의 기준으로는 다른 만물 이론보다 이 가설은 바람직하다고 논한다. 그는, 의식적인 경험은 물리적인 "'현실의'"세계에 존재하는 수학적인 "자기 인식하는 하부 구조"의 형태를 취할 것이라고 시사한다.
그 가설은 인간 원리 및 테그마크에 의한 다중우주 이론의 범주화 (레벨Ⅰ~Ⅳ)에 관련하고 있다.
임페리얼 칼리지 런던의 Andreas Albrecht는 이 가설을 물리학이 직면하는 중심적 문제의 하나에 대한 "도발적인" (provocative) 해결책이라고 부르고 있다. 그는 그것을 믿고 있다고 대담하게 단언하고 있지 않기는 하지만, 우리가 보고 있는 모든 것이 모두 존재하고 있다는 이론을 구축하는 것은 사실상 지극히 어렵다고 언급하고 있다.

## 비판과 응답

### 집합의 정의
Jurgen Schmidhuber는, 테그마크는 '모든 수학적 구조에는 선험적으로 동일한 통계적인 중량감이 주어지고 있는' 일을 시사하지만, 모든 (무한하게 많은) 수학적 구조에 동일하게 비제로의 확률을 할당할 수 없다고 논의한다. Schmidhuber는 구성적 수학, 즉 컴퓨터 프로그램에 의해서 기술 가능한 우주의 표현만을 인정하는, 보다 제한된 집합을 제출했다. 이는 그 출력 비트가 유한 시간내에 수습하지만 수습 시간 자신은 괴델의 한계이기 때문에 정지하는 프로그램으로는 예측할 수 없을 비정지 프로그램에 의해서 기술 가능한 우주의 표현을 명시적으로 포함하고 있다.
테그마크는, 전우주에 건너는 끈 이론 풍경에 대한 관측은 아직도 구축되어 있지 않기 때문에, 이는 "치명적 결함" (show-stopper)으로 간주해져서는 안 된다고 회답한다(sec. V.E).

### 괴델의 이론과의 정합성
MUH는 괴델의 불완전성 정리와 모순되고 있는 것에 대하여도 지적되고 있다. 테그마크 및 동료의 물리학자  Piet Hut와  Mark Alford의 사이에서는 다음과 같은 논의가 주고 받아졌다. 형식주의자인 Alford는 다음처럼 말하고 있다. 형식주의자에 의해 인정되고 있는 방법은 충분히 강력한 체계에서의 모든 정리를 증명할 수 없다. 또, 수학은 "외부의 존재"라는 생각은, 수학은 형식 체계로 구성되어 있다는 생각과는 호환되지 않는다.
테그마크의 회답은 다음 새로운 가설을 제출하는 것이다(sec VI.A. 1). 완전히 결정 가능에서 괴델 완전(Godel-complete)인 수학적 구조만이 물리적 실체를 가진다. 이것은 본질적으로 complex system의 상한을 정하는 것으로 전면적으로 레벨 IV 다원 우주의 정의 범위를 축소시켜, 우리의 우주의 상대적인 단순함을 설명한다고 하는 매력적인 효능을 가진다. 그리고, 테그마크는 다음처럼 계속한다. 종래의 물리학의 이론은 괴델 결정 불능 (Godel-undecidable)이지만, 우리의 세계를 기술하는 실재의 수학적 구조는 여전히 괴델 완전하고, 괴델 불완전한 수학에 대해 생각하는 능력이 있는 관측자를 원리적으로 포함할 것이다. 정확히 유한 상태 디지털 컴퓨터가 페아노의 산술와 같은 괴델 불완전한 형식 체계에 대한 특정의 정리를 증명할 수 있듯이. 게다가 그는 보다 상세한 회답을 나타내, MUH에 대신하는 것보다 제한된 계산 가능한 우주 (Computable Universe Hypothesis, CUH)를 제안했다(sec. VII). CUH에서는, 이 우주는 괴델의 정리가 그것들에 어떤 계산 불능인 정리를 포함하는 일도 요구하지 않는 것뿐 단순한 수학적 구조만을 포함한다. 테그마크는, 이 접근은 "중대한 곤란"에 직면하고 있는 것을 인정한다. 즉 (a) 이 우주는 많은 수학적 경관 (mathematical landscape)을 포함한다. (b) 허용되고 있는 이론의 공간상에서의 측도는 그것 자신 계산 불능이다. 그리고 (c) 실질적으로 모든 역사적으로 성공하고 있는 물리 이론은 CUH에 위반하고 있는 등의 문제를 포함하고 있다.

### 가능 관측성
Stoeger, Ellis 및 Kircher는 다음처럼 지적한다(sec. 7). 진정한 다원 우주 이론으로는, 우주는 완전하게 서로 분리한 관계이며, 그러한 안의 어느 하나의 우주로 일어난 사건도 다른 어느 우주로 일어나는 사건에도 인과적으로 관계하지 않는다. 그러한 다원 우주에서의 이 인과적인 관련의 결여에 의해, 다른 우주를 과학적으로 감지하는 것은 현실에는 할 수 없다. Ellis는 특히 MUH를 비판한다. 그는, 테그마크의 1998년의 논문 등에 둘 수 있는 희망적인 견해에도 불구하고, 완전하게 분단된 우주의 무한의 집합은 "완전하게 검증 불가능하다"라고 지적한다(p29).
테그마크는, MUH는 검증 가능한 것을 주장하고 있다. 그는 (a) 물리학 연구는 자연스럽게 둘 수 있는 수학적 규칙성을 분명히 하는 것을 MUH는 예측한다; 그리고 (b) 우리는 수학적 구조의 다원 우주의 전형적인 요소를 점유하고 있다고 가정하면, 우리의 우주가 얼마나 전형적인가를 평가하는 것에 의해서 다원 우주 예측의 검증을 시작할 수 있을 수 있다고 말하고 있다(sec. VIII.C).

### 급진적 플라톤주의
MUH는, 수학은 외적인 실재라는 급진적 플라톤주의의 관점에 근거하고 있다(sec V.C). 그렇지만, Jannes는, 수학은 적어도 부분적으로는 인간의 사고의 구축물이라고 논의한다. 이 논의는 다음 관찰에 근거하고 있다. 즉, 만약 그것이 외적인 실재라면, 고등 수학의 언어를 이해하는 인간이 아닌 지적 생명체가 존재해야 하는 것이다. 그렇지만, 우리가 아는 인간이 아닌 지적 생명체는 객관적 언어로서의 (고등) 수학의 입장을 확증하지 않는다. 또 형식주의 입장을 취하는 Jannes는 다음처럼 논의한다(sec. VI.A). 수학은 시간과 함께 진화하고 있다. 이에 임하는 고정적인 의문과 확립된 방법으로는, 수학은 명확한 구조에 수습하고 있다고 생각할 이유는 없다. 또, 급진적 플라톤주의자의 입장은 유아론과 같은 또 다른 하나의 형이상학 이론이다. 결국, 형이상학은 우리가 이미 알고 있는 것을 기술하기 위해서 다른 언어를 사용하는 것을 요구한다.
테그마크는 다음처럼 응답한다(sec VI.A. 1). 수학적 구조의 관념은 모델 이론에 관한 모든 책에 엄밀하게 정의되고 있다. 그리고, 우리는 실제로 모순이 없게 통일적인 개념이 다른 부분을 해명해 오고 있기 때문에, 인간이 아닌 지적 생명체의 수학은 우리의 것과는 다를 수 있다. 이 의미로, 수학은 수습하고 있다.

### 모든 수학적 구조의 공존
Don Page는 다음과 같은 의견을 말하고 있다(sec 4). 궁극의 레벨에서는 단지 하나의 세계만 가능하고, 만약 수학적 구조가 모든 가능한 세계 또는 적어도 우리의 우주를 포함하는데 충분할 만큼 넓으면, 궁극의 실재를 기술하는 하나의 고유의 수학적 구조가 존재할 것이다. 그 때문에, 모든 수학적 구조의 공존의 의미에서의 레벨 Ⅳ의 우주에 대해 말하는 것은 논리적으로 무의미하다고 생각할 수 있다.
테그마크는 다음처럼 응답한다(sec. V.E). 많은 수학적 구조는 서로 관계를 가지지 않는 부분 구조로 분해할 수 있으며 분해한 것은 통일할 수 있기 때문에, 레벨 Ⅳ의 우주는 그렇게 생각할 만큼 모순되지는 않았다.

### 우리의 단순한 우주와 정합성
Alexander Vilenkin은 다음처럼 논의하고 있다. 수학적 구조의 수는 complex system을 더할 때마다 증가한다. 이는 "전형적인" 구조는 굉장하고 거대하고 귀찮다는 것을 시사한다. 이는 우리의 세계를 기술하는 이론의 아름다움과 단순함과 대립하는 것 같다 (Ch. 19, p203). 게다가 이 문제에의 테그마크의 해결책, 보다 복잡한 구조에의 보다 낮은 "중량감"의 할당(sec.  V.B)은 자의적으로 느껴진다. (누가 중량감을 결정하나?) 그리고, 이는 논리적으로 일관하지 않을 것이다. (새로운 수학적 구조를 도입하고 있는 것 같지만, 그것들은 모두 그 집합안에 포함되어 있다고 상정되고 있다) (footnote 8, p222).

## 같이 보기
- 우주론
- 디지털 물리학
- 수학적 구조
- 불가능 세계
- 양상 실재론
- 다중우주
- 존재론
- 끈 이론
- 만물의 이론
- 자연과학에 있어서의 수학의 불합리한 유효성
- 왜 아무것도 없지 않고, 무엇인가가 있나

## 참고 문헌
- Jurgen Schmidhuber (1997) "A Computer Scientist's View of Life, the Universe, and Everything " in C. Freksa, ed., Foundations of Computer Science: Potential - Theory - Cognition. Lecture Notes in Computer Science. Springer: 201-08.
- Max Tegmark (1998) “v2 Is the‘theory of everything＇merely the ultimate ensemble theory? ”Annals of Physics 270: 1-51.
- -------- (2008)“0646 The Mathematical Universe,[깨진 링크(과거 내용 찾기)]”Foundations of Physics 38: 101-50.